# 梅尔施县
梅尔施县（德语：Kanton Mersch；法语：canton de Mersch；卢森堡语：Kanton Miersch）是卢森堡中部的一个县，首府梅尔施。它是除卢森堡县以外的唯一一个完全被其他县包围的县，因此没有与其他国家交界。 
在2015年卢森堡废除区之前，梅尔施县曾属于盧森堡區。

## 行政区划
梅尔施县由以下10个市镇组成： 
- 比森
- 科尔马-贝格
- 菲施巴赫
- 黑芬根
- 黑尔珀克纳普
- 拉罗谢特
- 林特根
- 洛伦茨韦勒
- 梅尔施
- 诺门

## 合并
- 2018年1月1日，旧市镇阿泰尔河畔伯旺日和坦唐日合并为新市镇黑尔珀克纳普。“黑尔珀克纳普”的名称源自市镇内的同名山丘。[2]